# Liudolf de Souabe
Liudolf de Souabe, né vers 930 probablement à Magdebourg et mort le 6 septembre 957 à Pombia en Italie, issu de la dynastie des Ottoniens, fut duc de Souabe de 950 jusqu'à son renversement en 954. Il est connu pour sa rébellion contre son père, le roi Otton Ier, créant une crise majeure pour la Francie orientale.

## Biographie
Liudolf est le seul fils issu du premier mariage de son père le duc Otton II de Saxe, élu roi de Germanie en 936 sous le nom d'Otton Ier, avec Édith, fille d'Édouard l'Ancien, roi des Anglo-Saxons. Dans les œuvres de Hrotsvita de Gandersheim, il est décrit comme un véritable prince héritier avec intelligence et sagesse. Déjà en 939 Liudolf est fiancé avec Ida, fille et seul enfant du duc Hermann Ier de Souabe de la dynastie des Conradiens. Après le décès de sa mère Édith en 946, Ida a été la première femme du royaume. Quand son père Hermann mourut le 10 décembre 949, le roi Otton désigne Liudolf comme son héritier et c'est ainsi que le duché de Souabe a été mis sous la tutelle des Ottoniens. Il était un dirigeant apprécié de sa population. 
Après l'usurpation de Bérenger II d'Ivrée à la suite de la mort du roi Lothaire II, Liudolf envahit l'Italie au début de l'été 951, sans qu'en ait eu connaissance son père, afin de venir en aide à la reine douairière Adélaïde, une nièce de sa femme Ida. Bérenger a cherché à éviter un deuxième mariage de l'héritière d'Italie et il la jeta en prison. Toutefois, Otton Ier déjoua les plans de Liudolf et entreprit lui-même d'envahir l'ancien royaume lombard, laissant à son fils peu de trésors. 
Quand Otton Ier fit un deuxième mariage avec Adélaïde, Liudolf sentit sa position menacée et leva la bannière de la révolte en 953, aidé par son beau-frère, le duc Conrad de Lotharingie et l'archevêque Frédéric de Mayence. Liudolf et Conrad essayèrent de négocier avec Otton vers Pâques 953 à Mayence, mais Otton revint sur ses engagements et assiégea Mayence en vain en juillet pendant deux mois, puis alla investir Ratisbonne que le gouverneur avait livrée à Liudolf. Les révoltés se réconcilièrent avec le roi Otton à la diète de Langenzenn en juin 954.
Bien que réconcilié avec son père, ce dernier le déposséda de son duché d'une manière définitive. Liudolf envahit alors l'Italie pour la seconde fois en 957. Beaucoup de villes capitulèrent, et Bérenger II préféra fuir. Il mourut subitement de fièvre en plein milieu d'une campagne victorieuse à Pombia, près de Novare le 6 septembre. Il fut inhumé en l’église de l'Abbaye Saint-Alban devant Mayence. On lui doit la fondation de la ville de Stuttgart dans l'actuel Bade-Wurtemberg[réf. nécessaire].

## Descendance
- Matilde (949-1011), abbesse du monastère d'Essen ;
- Otton Ier (954-982), duc de Souabe et  duc de Bavière.

La noble Richilde, épouse du duc Conrad Ier de Souabe († 997), d'où serait issue Judith d'Öhningen († 1033/38), mère du comte Gérard IV de Metz († v. 1045) l'ancêtre de la maison de Lorraine, a été longtemps considérée comme une fille d'Otton. Certains avancent qu'il soit fort probable qu'il s'agisse d'une fille de Liudolf, or cette hypothèse semble difficile à maintenir au regard des critères généalogiques et humains. En effet cette dernière hypothèse imposerait au regard des dates connues ou estimées sur 4 générations que Liudolf ait enfanté à l'âge de 14 ou 15 ans, qu'il en soit de même pour sa fille Richilde et son père Otton Ier.